# Саут Ел Монти (Калифорнија)
Саут Ел Монти (енгл. South El Monte) град је у америчкој савезној држави Калифорнија. По попису становништва из 2010. у њему је живело 20.116 становника.

## Демографија
Према попису становништва из 2010. у граду је живело 20.116 становника, што је 1.028 (4,9%) становника мање него 2000. године.
| Група             | 2000.          | 2010.          |
| Белци             | 1.005 (4,8%)   | 683 (3,4%)     |
| Афроамериканци    | 80 (0,4%)      | 107 (0,5%)     |
| Азијати           | 1.783 (8,4%)   | 2.211 (11,0%)  |
| Хиспаноамериканци | 18.190 (86,0%) | 17.079 (84,9%) |
| Укупно            | 21.144         | 20.116         |